# Répceszentgyörgy
Répceszentgyörgy es un pueblo ubicado en el distrito de Sárvár, en el condado de Vas, Hungría.

## Superficie
Posee una superficie de 5,750 kilómetros cuadrados.

## Demografía
Hasta 2019 la población era de 118 habitantes, con una densidad de población de 20,52 habitantes por kilómetro cuadrado.